# Theo de Raadt
Theo de Raadt (nascut el 19 de maig de 1968 a Pretoria, Sud-àfrica) és un enginyer de programari que actualment resideix a Calgary (Alberta, Canadà). És el fundador i líder dels projectes OpenBSD i OpenSSH. Abans, va ser membre fundador del projecte NetBSD.
De Raadt és conegut per les seves formes bel·ligerants i de confrotació, el que li ha portat a diverses disputes amb la comunitat de programari lliure, encara que la més coneguda discussió va ser la qual va tenir amb l'equip de NetBSD i que ho va portar a crear el projecte OpenBSD. A causa d'això, s'ha guanyat fama de dir sempre la seva opinió sense importar-li el que els altres pensin, o les conseqüències de les seves paraules.
El 2004, la FSF li va atorgar el premi FSF Award for the Advancement of Free Software

## Oposició a la guerra de l'Iraq
Després d'oposar-se a l'última guerra de l'Iraq en una entrevista amb el diari de The Globe and Mail, una subvenció multimilionària concedida pel Departament de Defensa dels Estats Units al Projecte POSSE de la Universitat de Pensilvania va ser cancel·lada, acabant amb el projecte. Fons d'aquesta subvenció havien estat destinats als projectes OpenBSD i OpenSSH, a més de pagar el hackmeeting previst pel 8 de maig del 2003. A pesar que els diners de la subvenció ja s'havien utilitzat per a reservar l'allotjament a 60 desenvolupadors d'OpenBSD durant una setmana, el govern va reclamar la seva devolució i va obligar a l'hotel a cancel·lar les reserves realitzades amb els diners reclamats. Això va derivar en crítiques cap a alguns dels militars nord-americans per la seva censura a la llibertat d'expressió. La fi de la subvenció no va ser un cop tan dolent per a OpenBSD com alguns vaticinaven. Els patrocinadors d'OpenBSD es van posar mans a l'obra amb rapidesa per a ajudar al projecte i el hackmeeting es va desenvolupar tal com estava previst.

## Defensa dels controladors lliures
De Raadt també és molt conegut la seva tasca de defensa d'alliberar els controladors dels dispositius maquinari per part dels fabricants. Sempre ha estat molt crític amb els desenvolupadors de Linux i altres sistemes operatius lliures per la seva tolerància amb els controladors no lliures i l'acceptació de llicències restrictives a canvi de tenir controladors per a les seves plataformes.
En particular, Raadt ha treballat molt per a convèncer els fabricants de dispositius de xarxes sense fils que permetin la lliure redistribució del microprogramari dels seus productes. Els seus esforços han estat molt fructífers, especialment amb les companyies taiwaneses, donant com a resultat molts controladors de xarxes sense fils. Actualment, Theo anima als usuaris i usuàries de xarxes sense fils a comprar productes taiwanesos, a causa de la falta de compromís de les corporacions nord-americanes (com Intel) amb el programari lliure.